# Aeranthes caudata
Aeranthes caudata är en orkidéart som beskrevs av Robert Allen Rolfe. Aeranthes caudata ingår i släktet Aeranthes och familjen orkidéer. Inga underarter finns listade i Catalogue of Life.